# Marnheim
Marnheim là một đô thị thuộc thuộc huyện Donnersberg, Đức. Đô thị Marnheim có diện tích 9,97 km², dân số thời điểm ngày 31 tháng 12 năm 2006 là 1675 người.